# 春日部市立医療センター
春日部市立医療センター（かすかべしりついりょうセンター）は、埼玉県春日部市にある医療機関。春日部市病院事業の設置等に関する条例（平成17年10月1日条例第203号）に基づき、春日部市が運営する病院である。埼玉県の地域がん診療連携拠点病院の指定を受けている。

## 沿革
- 1958年2月 - 埼玉県厚生農業協同組合連合会の春日部病院を春日部市が買収し、春日部市立病院として開設。
- 1964年6月 - 救急病院指定告示。
- 1966年5月 - 武里団地内に診療所開設。
- 1969年1月 - 中央七丁目2番地1に病院が移転。
- 1985年4月 - 増改築工事着工。
- 1986年7月 - 東棟増築工事竣工。
- 1987年6月 - 西棟改築工事竣工。
- 1995年2月 - 武里診療所廃止。
- 2002年10月 - 救急診療部運用開始。
- 2003年7月 - 市立病院敷地内で東部第二小児救急平日夜間診療部を開設。
- 2011年3月 - 春日部市立病院再整備基本計画の策定。
- 2014年度 - 老朽化と手狭になったことから新病院建設を着工。
- 2016年7月 - 中央六丁目7番地1（春日部市役所南側。市役所は2024年に中央七丁目に移転）に新築移転し、春日部市立医療センターに改称。延べ床面積は1.5倍の3万平方メートルになり、13床増加の363床。総工費150億円。埼玉県東部では初めて新生児集中治療室を設置。
- 2017年4月 - 医療が必要な新生児の受け入れに対応できる施設として埼玉県より「新生児センター」の認定を受ける。

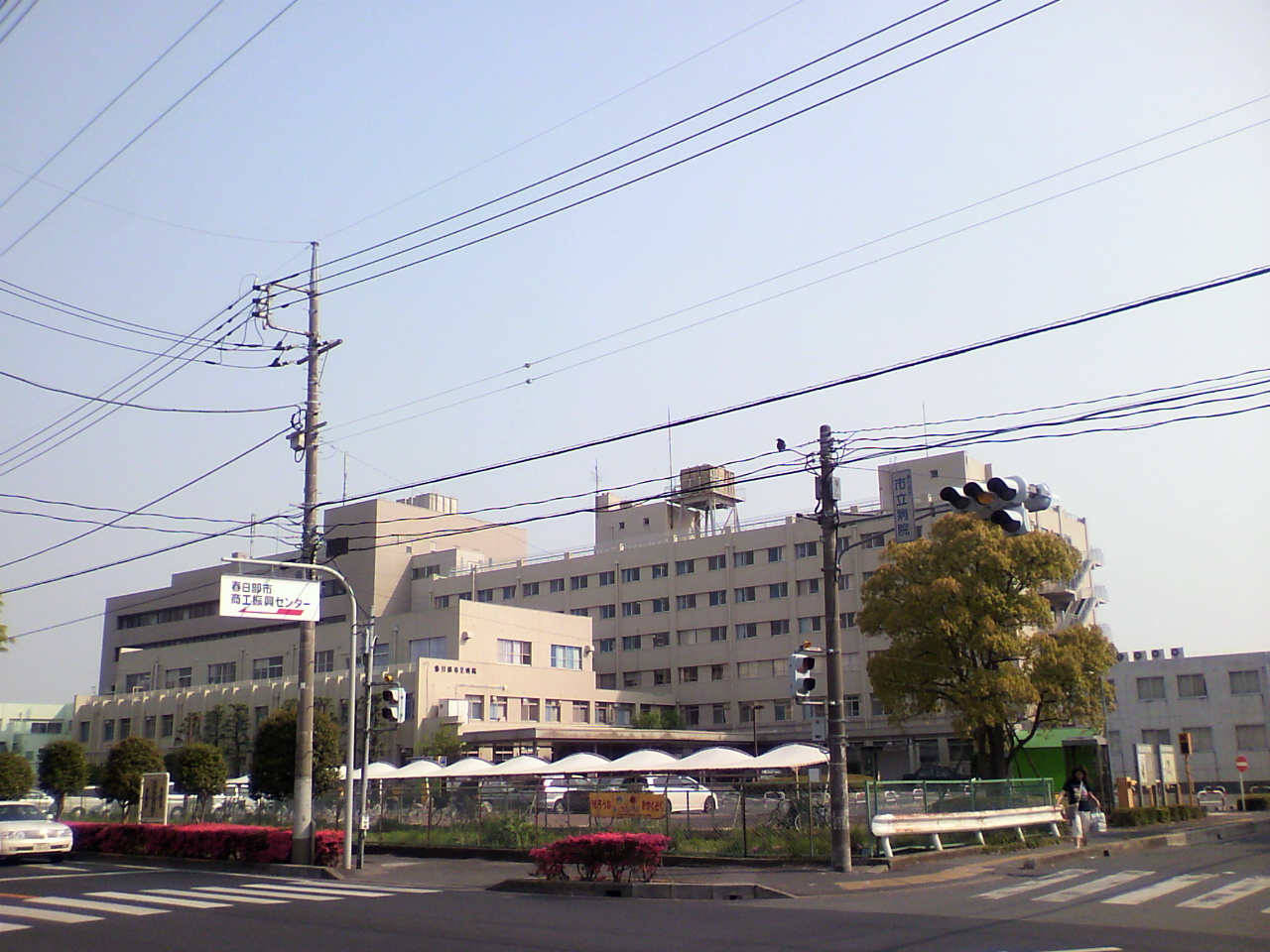
春日部市立病院旧建物

## 診療科・組織
診療部
- 内科
- 循環器内科
- 血液内科
- 呼吸器内科
- 神経内科
- 消化器内科
- 消化器内視鏡科
- 小児科
- 外科・消化器外科
- 乳腺外科
- 整形外科
- 脳神経外科
- 呼吸器外科
- 形成外科
- 皮膚科
- 泌尿器科
- 産婦人科
- 眼科
- 耳鼻咽喉科
- 放射線科
- 麻酔科
- 病理診断科
- 歯科口腔外科
- 精神神経科（休診中）

中央診療部
- 臨床検査科
- リハビリテーション科
- 栄養科
- 臨床工学科
- 臨床心理士

医療部
薬剤部
- 薬剤科

看護部
- 看護部

事務部
- 事務部

## 医療機関の指定など
- 保険医療機関
- 救急告示医療機関
- 労災保険指定医療機関
- 指定自立支援医療機関（更生医療・育成医療・精神通院医療）
- 身体障害者福祉法指定医の配置されている医療機関
- 生活保護法指定医療機関
- 結核指定医療機関
- 原子爆弾被爆者一般疾病医療取扱医療機関
- 母体保護法指定医の配置されている医療機関
- 臨床研修指定病院（管理型）
- がん診療連携拠点病院
- DPC対象病院
- 第二種感染症指定医療機関

## 交通アクセス
- 東武伊勢崎線（東武スカイツリーライン）・東武野田線（東武アーバンパークライン）春日部駅下車、西口より徒歩約10分。
- 春日部駅西口より朝日バスで「市立医療センター入口」または「中央六丁目」（いずれも春日部駅西口から1つ目の停留所）下車徒歩約2分。
- 春日部駅西口より春日部市コミュニティバス（春バス）で「市立医療センター」下車。